# Раковка (Нововодолажский район)
Раковка (укр. Раківка) — село,
Староверовский сельский совет,
Нововодолажский район,
Харьковская область.
Код КОАТУУ — 6324285505. Население по переписи 2001 года составляет 46 (17/29 м/ж) человек.

## Географическое положение
Село Раковка находится на расстоянии в 4 км от реки Берестовенька (правый берег).
По селу протекает пересыхающий ручей с несколькими запрудами.
На расстоянии в 1 км находится село Кирилловка (Красноградский район).
Рядом проходит автомобильная дорога М-18 (E 108).
Через село проходит железная дорога, станция Широкий.

## Экономика
- Птице-товарная ферма, снесена в середине 90-х.

## Объекты социальной сферы
- Школа (закрыта, здание снесено).